# Enrique Shaw
Enrique Ernesto Shaw (París, 26 de febrero de 1921 - Buenos Aires, 27 de agosto de 1962) fue un marino y empresario católico argentino. Por su vida ejemplar, la Iglesia aceptó que se inicie su proceso de canonización y desde 2021 es considerado Venerable.
Promovió e impulsó el crecimiento humano de sus trabajadores inspirándose en la Doctrina Social de la Iglesia, fundó la Asociación Cristiana de Dirigentes de Empresa (ACDE), entidad que forma parte de la Unión Internacional de Empresarios (UNIAPAC). Además escribió numerosos libros, folletos y conferencias.

## Biografía

### Primeros años
Hijo de los argentinos Sara Tornquist Altgelt, de ascendencia alemana, y de Alejandro Shaw, de ascendencia escocesa, Enrique nació en París el 26 de febrero de 1921. Dos meses después su familia regresó a su país de origen. Su madre falleció cuando Enrique tenía 4 años, pero su esposo cumplió el deseo póstumo de Sara y confió su formación religiosa a un sacerdote de la congregación de los sacramentinos. Estudió en el Colegio La Salle Buenos Aires, donde fue un alumno sobresaliente. Era miembro de la Congregación Mariana.

### Escuela Naval
A principios de 1936, después de cumplir 14 años, ingresó a la Escuela Naval Militar Río Santiago a pesar de la oposición inicial de su padre, quien quería que se preparara para dirigir las empresas familiares.
 Una tarde del verano de 1939, en la biblioteca del Ocean de Mar del Plata, encuentra de casualidad un libro del Cardenal Suhard sobre el rol y la responsabilidades del hombre cristiano en la vida. Allí conoció la Doctrina Social de la Iglesia y se produjo en él un convencimiento muy profundo [cita requerida]sobre cuál debía ser su camino. Él siempre llamó a eso su "conversión definitiva".

### Matrimonio y familia
Se casó con Cecilia Bunge en 1943, con quien tuvo nueve hijos. En 1945 fue enviado por la Marina a la Universidad Estatal de Chicago en Estados Unidos para estudiar meteorología. Pero fue en ese año, cuando ya su familia estaba constituida y creciendo, cuando se produce la consolidación de ese rumbo en su vida: comprendió definitivamente que Dios le pedía un apostolado específico. En un principio creyó que debía hacerse obrero, pero un sacerdote, al ver su perfil, lo persuadió para que llevase el evangelio al mundo empresario al cual pertenecía su familia.

### De la marina a la empresa
Pidió la baja de la Marina con el grado de Teniente de Fragata, y, de regreso en Argentina, ingresó como ejecutivo de las Cristalerías Rigolleau. En poco tiempo llegó a ser director general y a conformar distintos directorios, especialmente de otras empresas familiares. Durante esos años, fue formando una espiritualidad propia relacionada con su vocación de empresario cristiano.

Hay que remediar las injusticias. […]. Considerar como deber de estado el ser eficientes; para poder distribuir más hay que producir más. Es necesario formar empresarios cristianos y darles un estilo de vida: contribuir a un mundo mejor, principalmente mediante la acción de cada empresario cristiano en su propia esfera. […]. Esta es una misión de religión y vida: tratar de santificarnos a través de la profesión y de santificar la profesión. Se debe crear la conciencia de una función empresarial concebida cristianamente, para lo cual tenemos que usar el método de la aplicación concreta. El sacerdote no solo eleva a Dios sino que trae a Dios a los hombres en la comunión. […]. El empresario debe encarnar a Cristo en la empresa. La forma de hacerlo es aplicando sus enseñanzas. Aplicar la doctrina cristiana, el mensaje de Cristo a problemas concretos de la función del empresario. Hacer que la gente participe. El problema más agudo para nosotros y para otros países, sobre todo en los menos desarrollados, es la falta de gente capaz en los niveles más altos.
Enrique Shaw

Se incorporó a la Acción Católica y al Movimiento Familiar Cristiano.

### Asociación Cristiana de Dirigentes de Empresa
En 1946 el Episcopado le encargó organizar con otros empresarios la ayuda a la Europa de posguerra, y en ese momento intentó crear una entidad activa para que los empresarios "fueran más cristianos". Gracias al estímulo del canónigo Cardijn, concretó su aspiración y, en 1952, fundó la Asociación Cristiana de Dirigentes de Empresa, de la cual fue su primer presidente. Desplegó así una intensa acción evangelizadora dirigida a la clase empresaria del país como de América Latina, donde extendió el movimiento empresarial de la UNIAPAC, nacida en Europa pocos años antes. 

Que en la empresa haya una comunidad humana; que los trabajadores participen en la producción y, por lo tanto, den al obrero el sentido de pertenencia a una empresa; que le ayude a adquirir el sentido de sus deberes hacia la colectividad, el gusto por su trabajo y de la vida, porque ser patrón no es un privilegio, sino una función.
Enrique Shaw

El Siervo de Dios Enrique Shaw, aunque no actuó en política directamente, ayudó a redactar las bases de la Democracia Cristiana en la Argentina,

### El arresto de Enrique Shaw
A fines de 1954, por razones que nunca se explicaron del todo, el presidente argentino Juan Domingo Perón rompió relaciones con la Iglesia católica e inició un enfrentamiento con la misma. A raíz de este enfrentamiento, el gobierno suprimió el carácter de días no laborables a ciertas festividades religiosas católicas, introdujo la ley de divorcio, permitió la apertura de establecimientos para ejercer la prostitución, prohibió las manifestaciones religiosas en los lugares públicos, y la municipalidad de Buenos Aires, entonces controlada por el presidente de forma directa, prohibió a los comerciantes exponer pesebres u otras figuras religiosas en conmemoración de la Navidad.
El 7 de mayo de 1955, la situación conflictiva incluyó el injusto encarcelamiento de Enrique Shaw y otros miembros de la Acción Católica. La imputación por la cual los privaron de libertad, los hacinaron en un pabellón de comisaría y los sometieron a interrogatorios extenuantes, fue que la Acción Católica estaba llevando a cabo un complot para derrocar al presidente de la República. El arresto duró diez días. Al hacerse pública esa calumnia fueron dejados en libertad.

### Enfermedad y muerte
En 1957, se le descubrió un cáncer. A partir de entonces, inició una lucha contra la enfermedad, lo que no le impidió mantener una intensa actividad: dando congresos, dictando conferencias, editando publicaciones, elaborando su diario y muchos manuscritos. 
En 1958, con ideas de su participación en cursos en Harvard, ayuda a crear la Universidad Católica Argentina, de la que integró el primer Consejo de Administración. Participó en la fundación de Caritas y del Serra Club. También llegó a ser presidente de los Hombres de Acción Católica. Organizó una librería a la que llamó "Casa del Libro", una iniciativa apostólica para difundir temas de espiritualidad, de la Doctrina Social de la Iglesia y de otras cuestiones éticas y culturales. Su cada vez más frágil salud empeoró en 1962, aunque mantuvo hasta el final su labor como dirigente empresario.
En la etapa final de su enfermedad en 1962, ante la necesidad de recibir transfusiones de sangre para mantenerse con vida, aproximadamente doscientas sesenta personas —en su mayoría obreros de la cristalería Rigolleau donde él trabajaba— se dispusieron a donar su sangre con esa finalidad. Enrique Shaw expresó: «Puedo decirles que ahora casi toda la sangre que corre por mis venas es sangre obrera».
Falleció el 27 de agosto de 1962, a los 41 años.

## Proceso de Canonización
El proceso de canonización comenzó en 1967 por parte del sacerdote Francisco Rotger. El proceso estuvo cerrado hasta el año 1996 cuando Monseñor Iriarte comienza los pasos previos a la canonización.
A fines de 1996 Monseñor Rodhe prepara los testimonios y registros de la vida de Shaw para ser presentados en el Vaticano. El cardenal Jorge María Mejía quien fue su amigo en vida, funda la «Comisión Enrique Shaw». En el año 2000 el cardenal Mario Aurelio Poli presenta su parecer teológico de las obras escritas de Enrique Shaw.
El 18 de abril de 2001 el en ese entonces cardenal Bergoglio realiza positivamente la consulta a los señores obispos sobre la oportunidad de incorporar la causa. El 26 de junio, el mismo Arzobispo designa una comisión de peritos en historia presidida por Mons. Mario A. Poli, e integrada por el Prof. Enrique M. Matochi y el Pbro. Carlos A. Costa, para recoger todos los escritos inéditos y los documentos históricos, sean manuscritos o ya publicados, que se relacionen con la causa.
El 16 de julio, el cardenal Bergoglio peticiona el «nihil obstat» a la Congregación para las Causas de los Santos en Roma. El 25 de septiembre, el cardenal Saraiva Martins, prefecto de la Congregación para las Causas de los Santos envió el nihil obstat para la causa de beatificación y canonización del laico Enrique Ernesto Shaw. Esto significa que no hay ningún obstáculo en los dicasterios romanos, para la causa mencionada.
En el tribunal de la Arquidiócesis de Buenos Aires comienza la etapa final de la parte testimonial, a cargo del Dr. Juan Navarro Floria como postulador y del Lic. Fernán de Elizalde, como vice postulador.
El 19 de septiembre de 2013  en la Universidad Católica Argentina se llevó a cabo la ceremonia de clausura de la fase diocesana de la causa de canonización de Shaw. La misma contó con la presencia del Arzobispo de Buenos Aires, Monseñor Poli, quien presidió la ceremonia de Monseñor Santiago Olivera presidente de la comisión episcopal para la causa de los santos.
Monseñor Poli definió a Shaw como “un hijo de la Iglesia y testigo de la Fe” con una “amplia cultura humanística” que vivió de manera intensa sus 41 años de vida, siendo “ejemplo de amor a Dios y al prójimo”. Lo recordó como “un laico comprometido en numerosos servicios de la Iglesia en su época” y fue quien encaró “la Doctrina Social de la Iglesia como inspiración en su quehacer empresarial”. Rememorando las intenciones de Enrique Shaw hacia la Virgen de Luján, Poli imploró: “Ponemos su Causa en sus manos y bajo su manto”.
En enero de 2015 el Vaticano decretó la validez jurídica de la fase diocesana de la causa de beatificación y canonización del Siervo de Dios Enrique Shaw, sin ninguna corrección o pedido de ampliación de la documentación enviada por el Arzobispado de Buenos Aires. El papa Francisco declaró en una entrevista "Estoy llevando adelante la causa de beatificación de un empresario argentino".
Juan Navarro Floria, procurador de la causa, enfatizó que el proceso de canonización de Shaw en Buenos Aires se inició con el entonces Cardenal Bergoglio, quien será también el encargado de recibir la causa en Roma, ahora como Papa Francisco. Navarro Floria habló de Shaw como padre y laico: “Su familia fue lo más importante de su obra, mostró que la santidad es posible siendo laico” y agregó que “vivió de modo heroico las virtudes cotidianas”. Por último, le hizo un pedido al empresario Shaw: “Que nos conceda signos visibles de esa santidad”.
El 11 de marzo de 2019 finalmente se forma el Tribunal Eclesial Castrense para examinar un presunto milagro atribuido a la intercesión de Shaw. En 2020 el congreso nacional argentino declara su beneplácito por el proceso de canonización y beatificación, en curso en la Iglesia Católica.
El 24 de abril de 2021 la Santa Sede reconoció las virtudes heroicas del hasta entonces, siervo de Dios, por lo que es venerable. Actualmente se está investigando un posible milagro atribuido a su intervención, que de ser aprobado lo convertiría en beato.

## Publicaciones de Enrique Shaw
- Y dominad la Tierra (1962)
- Peldaños en el amor a Dios (1944)
- La Misión de los Dirigentes de Empresas (1958)
- La Empresa: su naturaleza - sus objetivos y el desarrollo económico (1961)
- Eucaristía y vida empresaria (1959)
- Ética del marketing y su proyección social (1962)